# Corpo do útero

O corpo do útero é uma divisão do útero. Forma os dois terços superiores desse órgão. Pode ser dividido em fundo, acima dos óstios das tubas uterinas, e istmo, acima do colo do útero. Possui uma face vesical anteriormente, relacionada com a bexiga urinária, e uma face intestinal posteriormente. Os cornos do útero se localizam súpero-lateralmente e são regiões de entrada das tubas uterinas no corpo.Logo em baixo do corpo do útero vem o colo de útero. 